# Rozier Glacier
Rozier Glacier är en glaciär i Antarktis. Den ligger i Västantarktis. Argentina, Chile och Storbritannien gör anspråk på området. Rozier Glacier ligger 563 meter över havet.
Terrängen runt Rozier Glacier är bergig åt sydost, men åt nordväst är den kuperad. Havet är nära Rozier Glacier åt nordväst. Trakten är obefolkad. Det finns inga samhällen i närheten. 